# Коритата
Коритата (болг. Коритата) — село в Болгарии. Находится в Смолянской области, входит в общину Рудозем. Население составляет 205 человек.

## Политическая ситуация
В местном кметстве Пловдивци — Коритата, в состав которого входит Коритата, должность кмета (старосты) исполняет Радослав Хубенов Лободов (Политическое движение социал-демократов (ПДСД)) по результатам выборов правления кметства в 2007 году.
Кмет (мэр) общины Рудозем — Николай Иванов Бояджиев (коалиция партий: Граждане за европейское развитие Болгарии (ГЕРБ), Земледельческий народный союз (ЗНС)) по результатам выборов 2007 года в правление общины.